# Klec (film, 1975)
Klec (originální francouzský název La Cage) je francouzský thriller z roku 1975, který režíroval Pierre Granier-Deferre podle vlastního scénáře.
Hlavní role ztvárnili Lino Ventura a švédská herečka Ingrid Thulin.

## Děj
Majitel stavební firmy Julien přichází na návštěvu ke své bývalé partnerce Heleně. Helena na něj přichystá léčku a Julien se v její domě propadá do zamřížovaného sklepu, odkud není úniku. Helena není schopna Julienovi vysvětlit, proč to udělala, je však odhodlána nepustit jej ven a chce s ním "promluvit" o jejich minulosti, i když sama přesně neví, o čem. Zatímco Julien je uvězněn v suterénu, Helena si sama v sobě řeší svůj vztah k němu. Nakonec se rozhodne jej zabít a pouští do sklepu plyn. I když Julien Helenin nápad brzy odhalí, nepodaří se mu vlastními silami zachránit. Helena nakonec mění své rozhodnutí, běží do sklepu a vypouští Juliena, který je naštěstí jen přiotráven. Když se vypotácí do zahrady, uvědomí si, že Helena zůstala v domě a vrací se po ní. Zatímco se oba zapovídají v suterénu, shodou okolností přichází pošťák a zvoní u brány. Elektrická jiskra zapříčiní explozi v domě plném plynu. Oba však v suterénu bezpečně přežijí a film, navzdory dřívějšímu až hororovému spádu děje, končí komediálně - jejich společným smíchem.

## Obsazení
| Lino Ventura     | Julien |
| Ingrid Thulin    | Helena |
| William Sabatier | přítel |
| Dominique Zardi  |        |
| Jean Turlier     |        |